# Communauté de communes Les Deux Chênes
La communauté de communes Les Deux Chênes était une communauté de communes française, située dans le département de l'Ardèche. Elle a fusionné avec la communauté de communes Rhône-Crussol en 2014.

## Composition
Elle est composée de 2 communes.
| Nom                             | Code Insee | Gentilé         | Superficie (km2) | Population (dernière pop. légale) | Densité (hab./km2) |
| ------------------------------- | ---------- | --------------- | ---------------- | --------------------------------- | ------------------ |
| Saint-Georges-les-Bains (siège) | 07240      | Saint-Georgeois | 14,11            | 2 157 (2014)                      | 153                |
| Charmes-sur-Rhône               | 07055      | Charmésiens     | 5,95             | 2 727 (2014)                      | 458                |

## Sources
- Base Nationale de l'Intercommunalité
- Splaf
- Base aspic